# Charbuzice

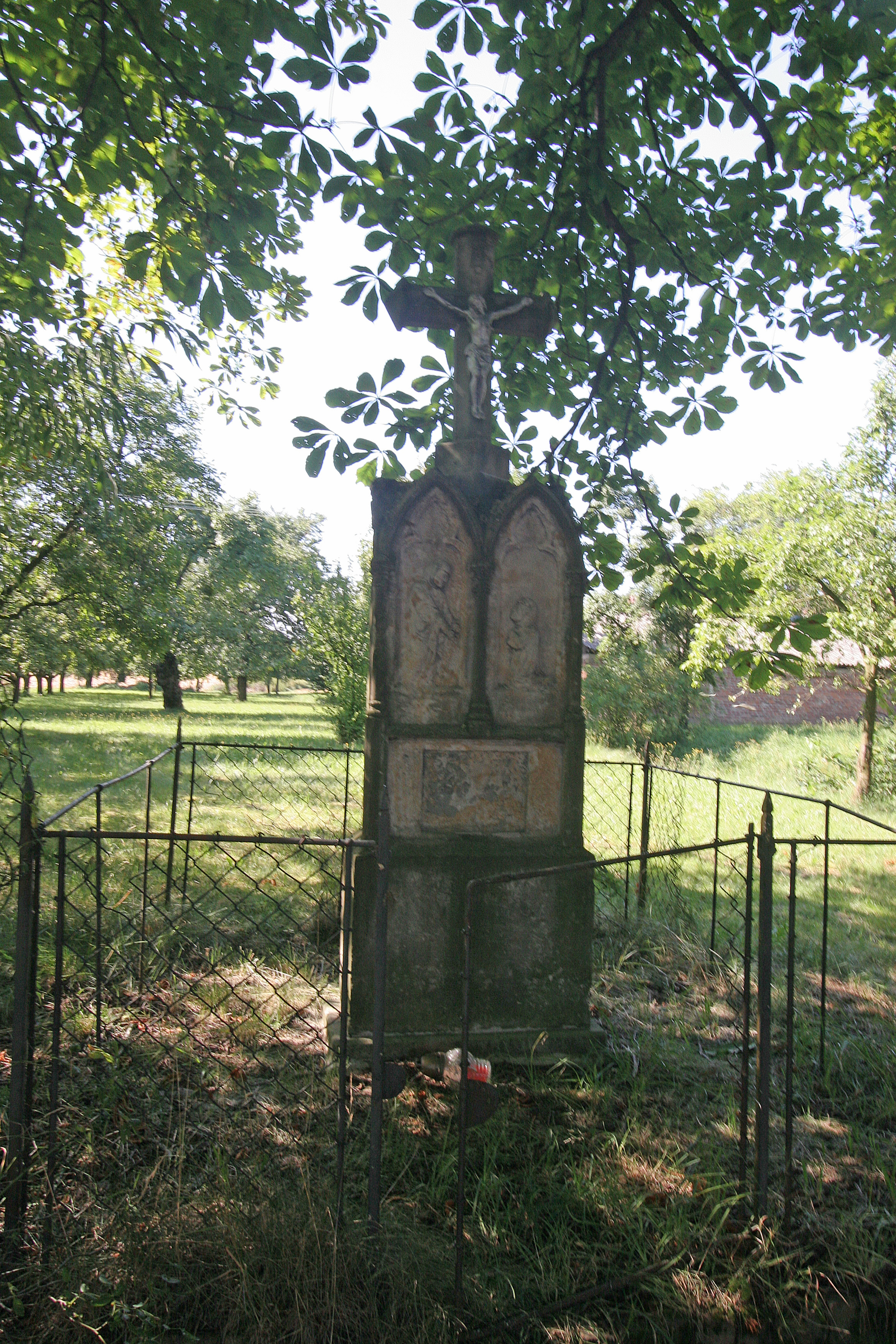
Bildstock

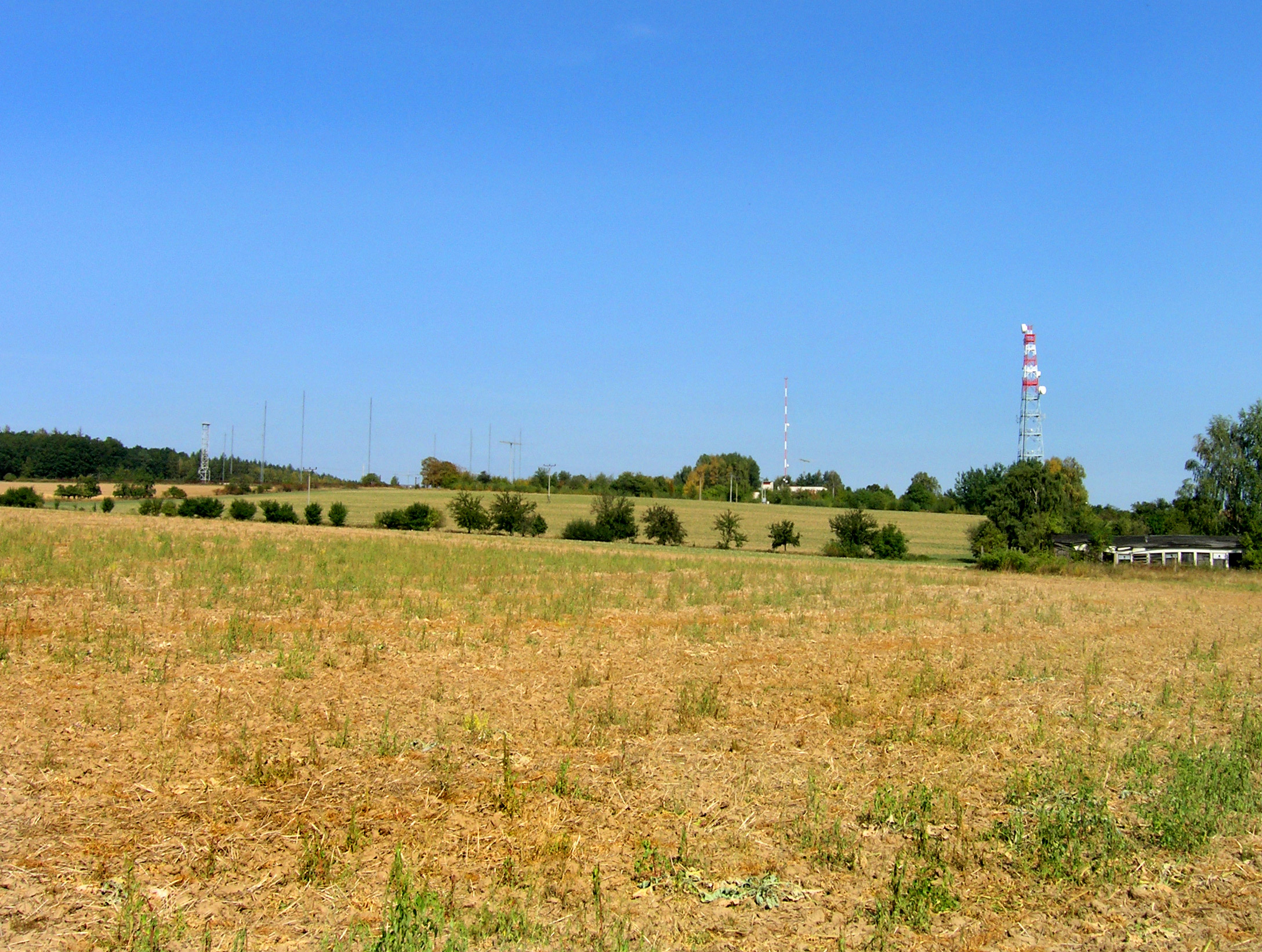
Sendemasten nördlich des Dorfes

Charbuzice (deutsch Charbusitz, 1939–45 Karbusitz) ist ein Ortsteil der Gemeinde Stěžery im Okres Hradec Králové in Tschechien. Er liegt sieben Kilometer westlich des Stadtzentrums von Hradec Králové an dessen Stadtgrenze.

## Geographie
Charbuzice befindet sich in der Východolabská tabule (Tafelland an der östlichen Elbe). Nördlich erhebt sich der U Žižkova stolu (311 m n.m.), südwestlich der Stínec (Steinfeld, 304 m n.m.). Südlich des Dorfes verläuft die Straße II/324 zwischen Nechanice und Opatovice nad Labem.
Nachbarorte sind Bor 2. díl und Rosnice im Norden, Bříza im Nordosten, Chaloupky und Svobodné Dvory im Osten, Kukleny im Südosten, Stěžery im Süden, Stěžírky im Südwesten, Nový Přím und Horní Přím im Westen sowie Dolní Přím, Probluz und Bor 1. díl im Nordwesten.

## Geschichte
Die erste schriftliche Erwähnung des Ortes erfolgte im Jahre 1547, als Kaiser Ferdinand I. das der Stadt Königgrätz gehörige Gut Přím mit den Dörfern Bříza, Charbuzice, Probluz und Stěžírky wegen deren Beteiligung am böhmischen Ständeaufstand konfiszierte und an Johann von Pernstein verkaufte. Nachfolgende Besitzer waren ab 1587 die Familie Záruba von Hustířan und ab 1655 die Herren von Vinoř. Rudolf von Vinoř verstarb 1677 ohne Nachkommen und vermachte seine Güter Přím, Popowitz und Rosnitz dem Königgrätzer Jesuiten-Kollegium. Die Jesuiten vereinigten die drei Güter zu einem Dominium Přím. Nach der Aufhebung des Jesuitenordens fiel das Gut Přím 1773 dem königlich böhmischen Studienfonds zu. 1806 wurde das Gut an Wenzel Klement und Wenzel Sliwensky verkauft, die es 1811 an Johann Riedel veräußerten. 1815 erbte Franz Riedel den Besitz.
Im Jahre 1835 bestand das im Königgrätzer Kreis gelegene Dorf Charbusitz aus 6 Häusern, in denen 30 Personen lebten. Pfarrort war Problus. Bis zur Mitte des 19. Jahrhunderts blieb Charbusitz dem Allodialgut Přim untertänig.
Nach der Aufhebung der Patrimonialherrschaften bildete Charbuzice ab 1849 einen Ortsteil der Gemeinde Stěžírky im Gerichtsbezirk Nechanitz. Ab 1868 gehörte das Dorf zum Bezirk Königgrätz. Seit dem Ende des 19. Jahrhunderts führte das Dorf den Namen Charbusice. Auf Anordnung der Linguistischen Kommission in Prag wurde der Ortsname 1920 wieder in Charbuzice abgeändert. 1949 wurde Charbuzice dem Okres Hradec Králové-okolí zugeordnet; dieser wurde im Zuge der Gebietsreform von 1960 aufgehoben, seitdem gehört das Dorf zum Okres Hradec Králové. Am 1. Januar 1976 erfolgte die Eingemeindung nach Stěžery. Am 3. März 1991 hatte der Ort 16 Einwohner; beim Zensus von 2001 lebten in den 8 Wohnhäusern von Charbuzice 20 Personen.

## Gemeindegliederung
Der Ortsteil Charbuzice ist Teil des Katastralbezirks Stěžírky.

## Sehenswürdigkeiten
- Bildstock
- Nördlich des Dorfes befinden sich Überreste der Mittelwellensendeanlage „Stěžery“. Sie wurde als Störsender  gegen Radio Free Europe für die Bezirksstadt Hradec Králové gebaut, später auch für das Regionalstudio HK und   Interprogramme genutzt. Nach 2000 wurde die Mittelwelle von hier abgelöst. Der verbliebene 60 m hohe Mast wird seit 2016 für die Privatstation „Rádio Dechovka“ (ein Blasmusik-Radio) 792 kHz genutzt.